# فهد الحربي
فهد محمد الحربي (25 فبراير 1997)، لاعب كرة قدم سعودي في خط الدفاع في نادي نيوم.

## بداياته
مثل نادي الرائد والنادي الأهلي في الفئات السنية و نادي البكيرية ونادي الفتح ونادي العدالة ونادي نيوم.
و مثل المنتخب الأولمبي .

## روابط خارجية
- فهد الحربي على موقع قاعدة بيانات كرة القدم.إي يو (الإنجليزية)
- فهد الحربي على موقع Soccerway.com (الإنجليزية)
- فهد الحربي على موقع كووورة